# سيريندا سوان
سيريندا سوان (بالإنجليزية: Serinda Swan)‏ مواليد 11 يوليو 1984 في فانكوفر الغربية، كولومبيا البريطانية، كندا، هي ممثلة كندية بدأت مسيرتها الفنية عام 2005.

## الأعمال
- ترون: الإرث
- يوم الفداء

## روابط خارجية
- سيريندا سوان على موقع IMDb (الإنجليزية)
- سيريندا سوان على موقع ألو سيني (الفرنسية)
- سيريندا سوان على موقع أول موفي (الإنجليزية)
- سيريندا سوان على موقع قاعدة بيانات الأفلام السويدية (السويدية)
- سيريندا سوان على موقع إن إن دي بي (الإنجليزية)
- سيريندا سوان على موقع قاعدة بيانات الفيلم (الإنجليزية)
- سيريندا سوان على موقع كينوبويسك (الروسية)